# Буджано
Буджано (итал. Buggiano) — коммуна в Италии, располагается в регионе Тоскана, в провинции Пистоя.
Население составляет 8 882 человека (31-5-2019), плотность населения составляет 553,74 чел./км². Занимает площадь 16,04 км². Почтовый индекс — 51011. Телефонный код — 0572.
Покровителем коммуны почитается святой Крест Господень, празднование 18 августа.

## Демография
Динамика населения:

## Администрация коммуны
- Официальный сайт: http://www.comune.buggiano.pt.it/

## Примечание
1. ↑  Statistiche demografiche ISTAT. demo.istat.it. Дата обращения: 9 декабря 2019. Архивировано из оригинала 24 июля 2019 года.